# Lázeňská léčebna Mánes
Lázeňská léčebna Mánes se nachází v lázeňské části Karlových Varů ve čtvrti Westend v ulici Křižíkova. Komplex pěti historických vil slouží k léčení dětí, dospělých a cizinců.

## Historické vily
Léčebna sestává z pěti objektů postavených ve dvacátých a třicátých letech 20. století, již tehdy za účelem lázeňského sanatoria. Výstavba se uskutečnila v době, kdy již celá prominentní čtvrť Westend byla zastavěna, ale poptávka po rozšíření kvalitní lázeňské kapacity stále trvala. Došlo proto k rozparcelování Bernardových luk západně od výletní restaurace Malé Versailles a vznikla tak Findlaterova ulice (dnešní Křižíkova) s novými vilami. U léčebny Mánes se jedná o budovy s dnešními názvy:
- vila Čapek, čp. 1336
- vila Eden I, čp. 1345, postavena v roce 1929
- vila Eden II, čp. 1347, postavena taktéž v roce 1929
- vila Mánes I, čp. 1352, pochází z roku 1930
- vila Mánes II, čp. 1378, postavena v roce 1937

## Léčebna
Léčebna Mánes je situována v poklidné části lázeňské zóny při samém okraji karlovarských lázeňských lesů. Disponuje pěti objekty s 226 lůžky. Ústřední budovou je vila Mánes I, která je propojena s oběma sousedními budovami – na západní straně navazuje krytou chodbou na vilu Mánes II a na straně východní lze projít do vily Čapek. Na protější straně ulice stojí vily Eden I a Eden II.
Díky termominerálním pramenům se zdejší léčba orientuje především na onemocnění trávicího ústrojí, poruchy látkové výměny a onemocnění pohybového ústrojí ortopedického nebo reumatologického původu. Též je zde věnována péče prevenci civilizačních onemocnění. Léčebna má balneologický provoz se širokou nabídkou procedur, jako jsou koupele, vodoléčba, masáže, elektroléčba, lymfodrenáž, léčebná tělovýchova, fitness apod. Slouží k léčení dětí, dospělých a cizinců. Pro umožnění léčby dětí i během školního roku jsou zde provozovány základní a mateřská škola.
Budovy jsou ve vlastnictví České republiky. V předchozích letech hospodařily s léčebnou Mánes Nemocnice Na Homolce a později Fakultní nemocnice Bulovka. Od 1. ledna 2021 přešla příslušnost hospodařit s majetkem státu na příspěvkovou organizaci Léčebné lázně Lázně Kynžvart.

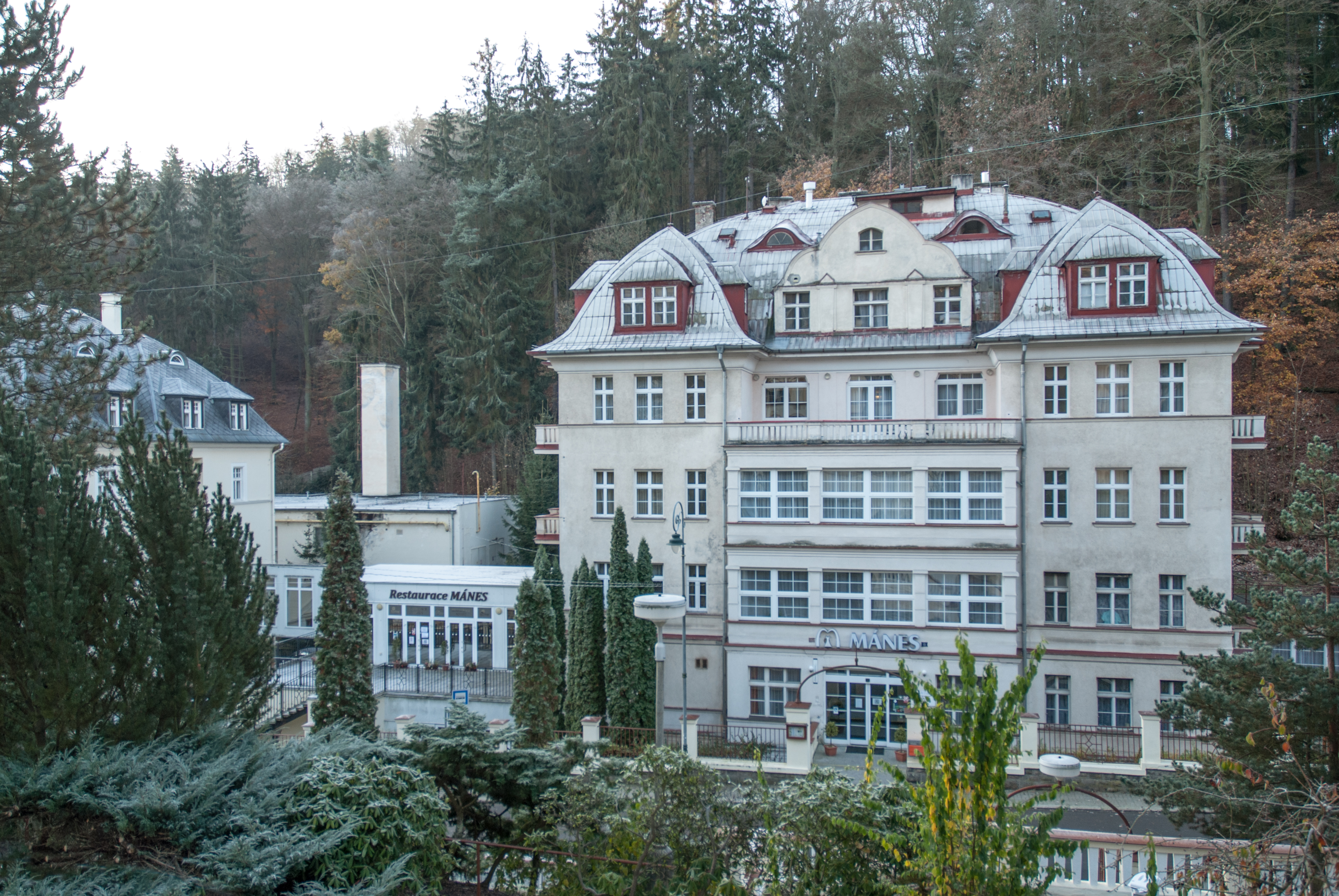
Hlavní budova Mánes I
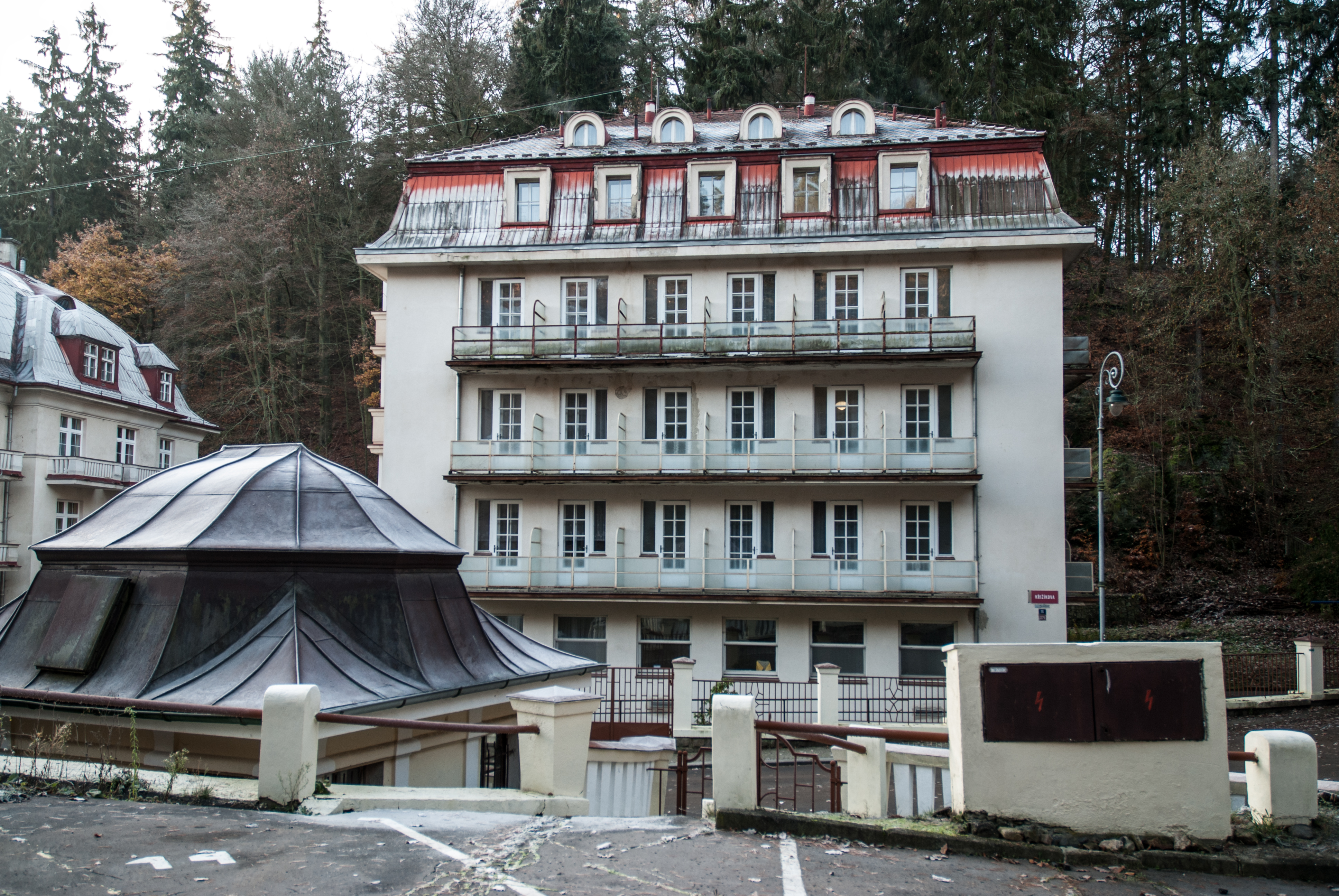
Vila Mánes II
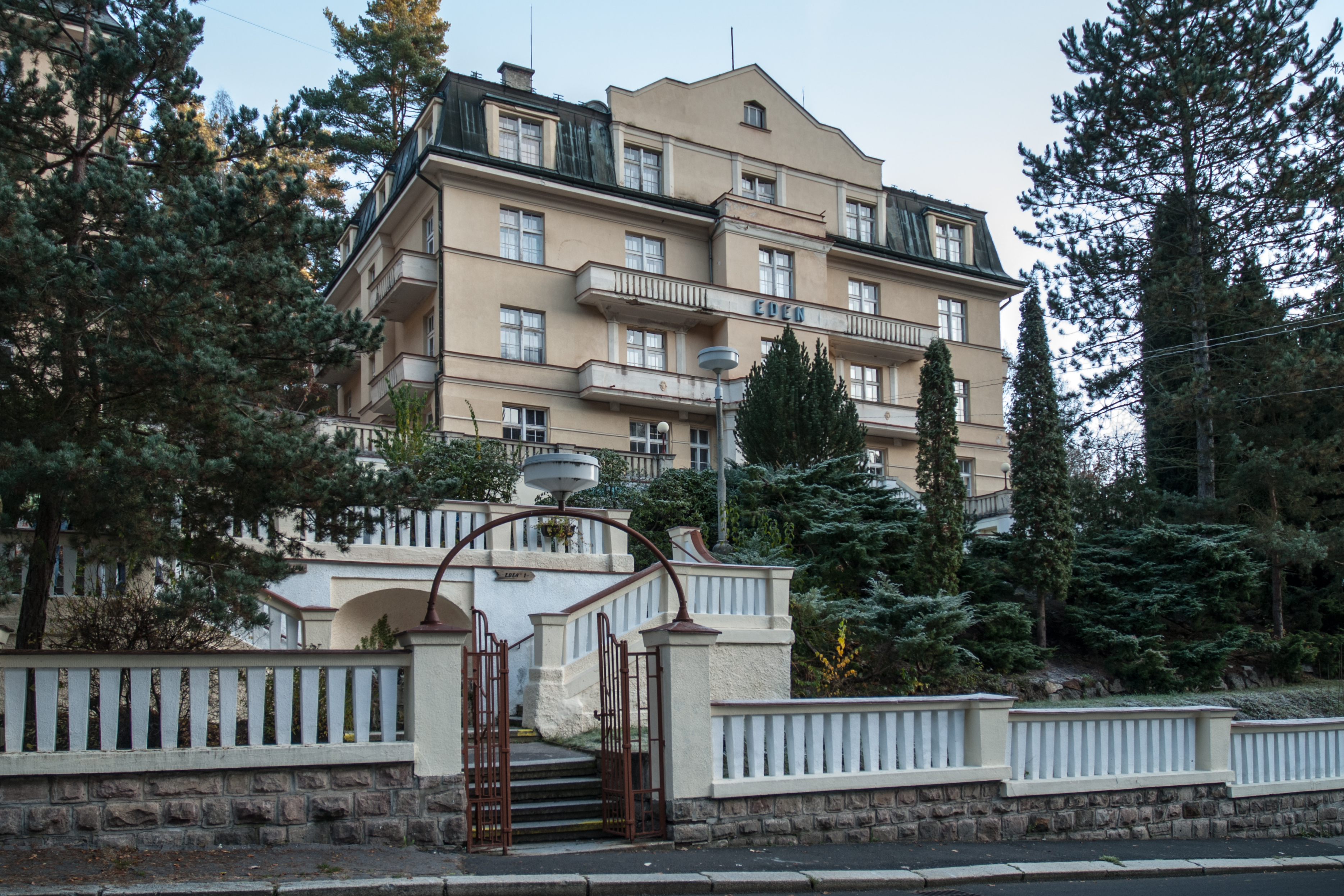
Vila Eden I
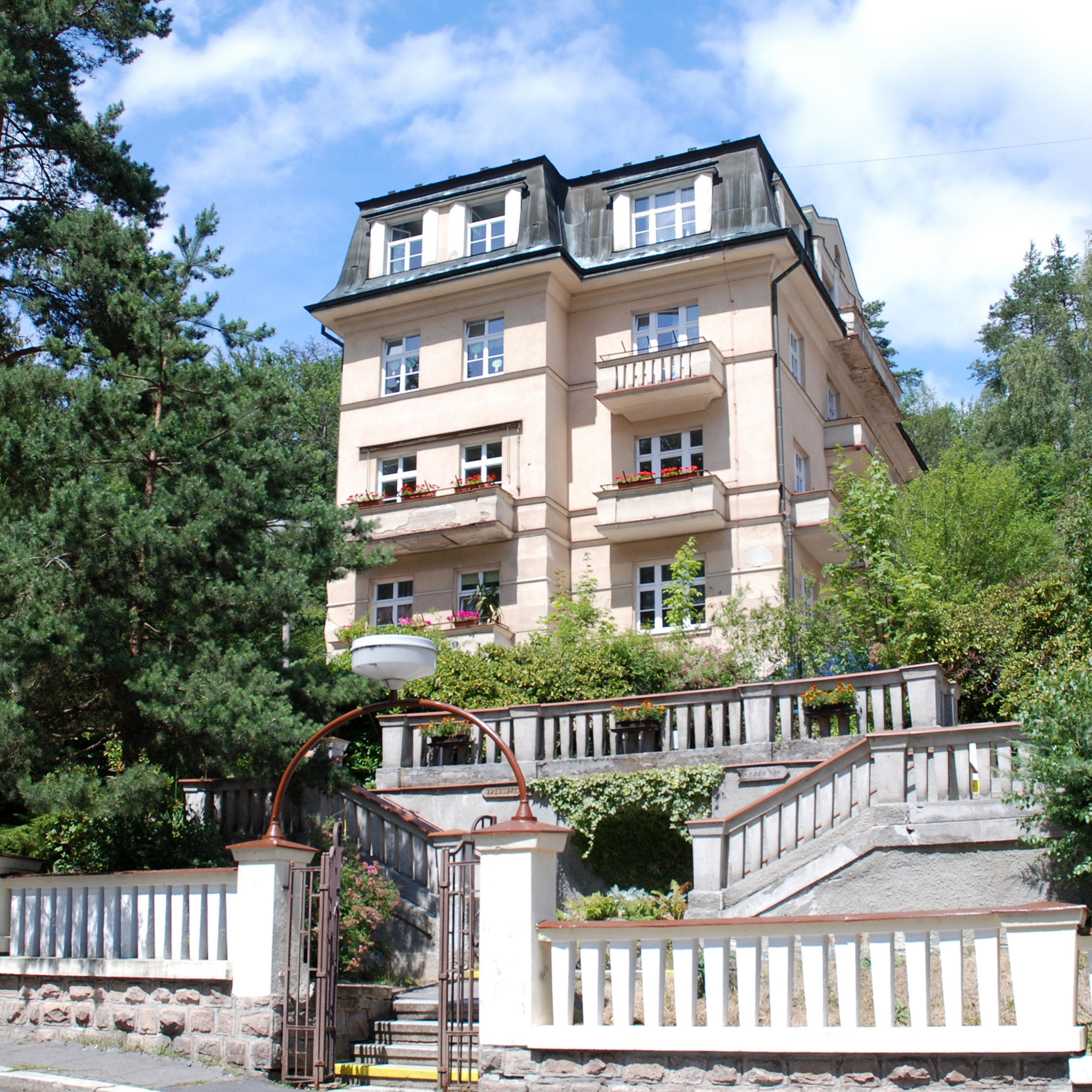
Vila Eden II
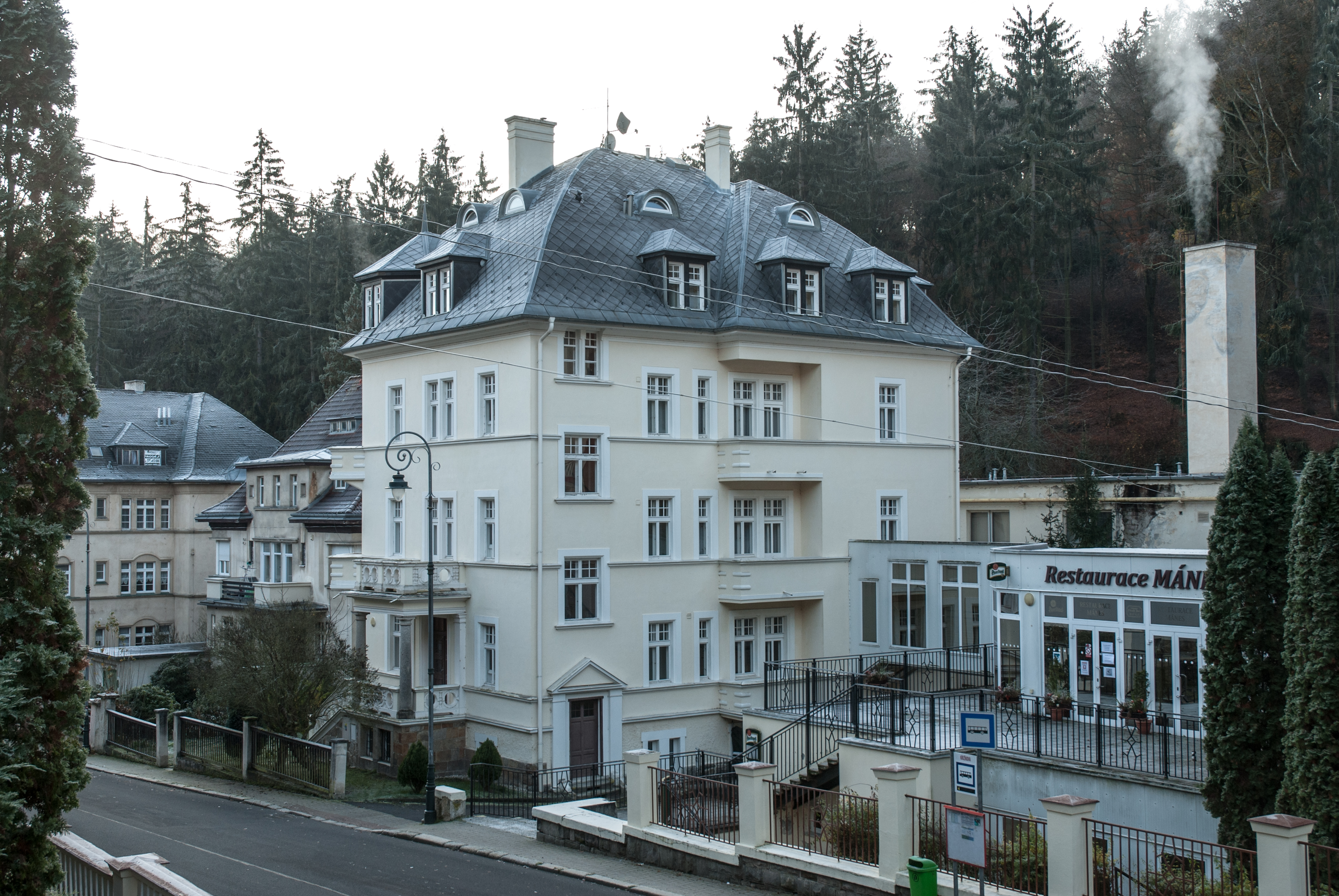
Vila Čapek